# Zope Object Database
Die Zope Object Database (englisch für Zope Objekt-Datenbank, auch ZODB) ist eine objektorientierte Datenbank, die vom Zope-Webanwendungsserver dazu genutzt wird, Daten persistent zu speichern. Dafür werden Python-Objekte direkt in die Datenbank abgebildet. ZODB ist auch unabhängig von Zope nutzbar.

## Geschichte
Als ZODB in den späteren 90er Jahren von Jim Fulton bei der Zope Corporation ins Leben gebracht wurde, stellte sie die einfache Form eines POVs (Persistent Object System) dar. Die Persistenz der ZODB war ein Vorgänger der heutigen Metaklassenimplementierung von Python. Wegen einer bedeutsamen Architekturänderung wurde ZOPE3 umbenannt (früher Principia). Als 4. Version wurde das gesamte ZOPE3-Paket ausschließlich in Python neuimplementiert.